# وترلو
 وترلو ، (بالإنجليزية: Wattrelos)‏، نطق (الفرنسية: wa.tʁə.lo)، (الهولندية القديمة: Waterlos)، هي (بلدية) في القسم الشمالي في منطقة نور با دو كاليه، في شمال فرنسا. تقع على الحدود مع بلجيكا، شمال شرق مدينة ليل. إنها خامس أكبر عنصر في المجتمع الحضري لمدينة ليل متروبول. يحد وترلو البلديات التالية: روبيه وتوركوان وليرز في فرنسا .. وبلديات: Moeskroen وSteenput في بلجيكا.

## توأمة
لوترلو اتفاقيات توأمة مع كل من:
- إيشفايلر (1975 - )
- موهاج
- Siemianowice Śląskie [الإنجليزية]‏